# Osteochilus
Osteochilus är ett släkte av fiskar. Osteochilus ingår i familjen karpfiskar.

## Dottertaxa tillOsteochilus, i alfabetisk ordning[1]
- Osteochilus bellus
- Osteochilus bleekeri
- Osteochilus borneensis
- Osteochilus brachynotopteroides
- Osteochilus chini
- Osteochilus enneaporos
- Osteochilus flavicauda
- Osteochilus harrisoni
- Osteochilus ingeri
- Osteochilus intermedius
- Osteochilus jeruk
- Osteochilus kahajanensis
- Osteochilus kappenii
- Osteochilus kelabau
- Osteochilus kerinciensis
- Osteochilus kuekenthali
- Osteochilus lini
- Osteochilus longidorsalis
- Osteochilus melanopleurus
- Osteochilus microcephalus
- Osteochilus nashii
- Osteochilus partilineatus
- Osteochilus pentalineatus
- Osteochilus repang
- Osteochilus salsburyi
- Osteochilus sarawakensis
- Osteochilus scapularis
- Osteochilus schlegelii
- Osteochilus serokan
- Osteochilus sondhii
- Osteochilus spilurus
- Osteochilus striatus
- Osteochilus thomassi
- Osteochilus waandersii
- Osteochilus vittatoides
- Osteochilus vittatus